# Armoriale dei comuni della provincia di Viterbo

Stemma della Provincia di Viterbo

Questa pagina contiene le armi (stemmi e blasonature) dei comuni della provincia di Viterbo.
| Stemma                                             | Comune e blasonatura | Gonfalone e bandiera             |
| -------------------------------------------------- | --- | -------------------------------- |
|                                                    | Acquapendente D'oro, al leone di nero; al capo d'Angiò: d'azzurro, a tre gigli d'oro divisi dal lambello a quattro pendenti di rosso. Decreto di riconoscimento del 22 marzo 1937 Gonfalone: Drappo partito di azzurro e di giallo… |                                  |
|                                                    | Arlena di Castro |                                  |
|                                                    | Bagnoregio Di rosso, alla torre di due palchi, d'oro, murata di nero, merlata alla guelfa, il palco superiore merlato di tre, finestrato con grande finestra di nero, sostenuto a sinistra dal leone d'oro, poggiante la zampa posteriore sinistra sul merlo laterale del palco inferiore, la zampa posteriore destra sul fianco del palco superiore, la zampa anteriore destra sulla cinta sostenente la merlartura, la zampa anteriore sinistra sul merlo laterale del detto palco; il palco inferiore merlato di quattro e chiuso con grande porta di nero; essa torre sostenuta dal drago di due zampe, di verde, con la testa rivoltata, allumato di rosso, vomitante fiamme dello stesso, le fiamme attraversanti sul palco inferiore, la coda del drago munita di triplice punta, il tutto accompagnato nel canton destro del capo delle chiavi decussate, con gli ingegni all'insù con gli anelli trifogliati, la chiave in banda di oro, attraversante, quella in sbarra di argento, esse chiavi legate d'oro. Ornamenti esteriori da Città. Gonfalone: Drappo di bianco con la bordatura di rosso, riccamente ornato di ricami di oro e caricato dallo stemma sopra descritto con la iscrizione centrale d'oro, recantre la denominazione della Città. Le parti di metallo ed i cordoni saranno dorati. L'asta verticale sarà ricoperta di velluto dei colori del drappo, alternati, con bullette dorate poste a spirale. Nella freccia sarà rappresentato lo stemma della città e sul gambo inciso il nome del Comune. Cravatta con nastri tricolorati dai colori nazionali frangiati d'oro. |                                  |
|                                                    | Barbarano Romano D.P.R. del 29 marzo 1982 Gonfalone: Drappo d'azzurro… |                                  |
|                                                    | Bassano in Teverina Di cielo, al cavaliere armato di tutto punto, di acciaio al naturale, l'elmo ornato dal pennacchio di verde, cavalcante il cavallo baio al naturale, passante sulla pianura di verde, il cavaliere tenente con la mano destra l'asta di rosso, munita della bandiera bifida, dello stesso, caricata dalla croce di argento, sventolante a destra. Ornamenti esteriori da Comune. D.P.R. del 26 giugno 2006 Gonfalone: Drappo di rosso… |                                  |
|                                                    | Bassano Romano Busto di S. Gratiliano col manto rosso accompagnato da una fascia- banda d'azzurro: la fascia caricata dalla scritta di oro in lettere capitali "San Gratilianus" e la banda caricata dalle lettere, scritte anch'esse in capitale puntate P.C.T.B. pure d'oro. Gonfalone: Drappo azzurro riccamente ornato di ricami d'argento e caricato dello stemma con la iscrizione centrata in argento COMUNE DI BASSANO ROMANO. |                                  |
|                                                    | Blera D'argento, alla figura di San Vivenzio Protettore, in abiti pontificali, tenente nella destra il pastorale, e nella sinistra una chiesa, il tutto al naturale. D.P.R. del 20 aprile 1959 Gonfalone: Drappo di colore bianco, riccamente ornato di ricami d'argento e caricato dello stemma comunale, con l'iscrizione, centrata, in argento: COMUNE DI BLERA. |                                  |
|                                                    | Bolsena D'oro, a tre pali di rosso. Gonfalone: drappo tagliato di rosso e di giallo… |                                  |
|                                                    | Bomarzo Di porpora, al leone d'oro, allumato e linguato di rosso, armato d'azzurro. Ornamenti esteriori da Comune. D.P.R. del 25 marzo 1988 Gonfalone: Drappo partito di azzurro e di giallo… |                                  |
|                                                    | Calcata D'azzurro ai tre monti scuri all'italiana sormontati da una gamba al naturale e a sinistra un sole splendente. Gonfalone: Drappo di azzurro… |                                  |
|                                                    | Canepina Scudo a forma sannitica con l'intero campo di colore rosso: campo “semplice”; il campo è caricato di due armi (figure), una corona antica d'oro e due rami di palma al naturale di colore verde, che, infilati in essa sono sotto di essa decussati (incrociati) e legati con un nastro azzurro. Lo scudo è sormontato dalla corona regolamentare di comune, vale a dire formata da: un cerchio aperto da quattro pusterle (tre visibili), con due cordonature al muro sui margini, sostenente una cinta, aperta da sedici porte (nove visibili), ciascuna sormontata da una merlatura a coda di rondine, il tutto d'argento con l'interno rosso. Lo stemma è decorato, abbracciato da due rami: uno di quercia con ghiande e uno di alloro con bacche; anch'essi decussati sotto la punta dello scudo e annodati con un nastro di colore rosso. D.P.R. dell'8 maggio 1971 Gonfalone: Drappo di rosso… Gonfalone precedente: Drappo di rosso bordato di giallo… | Gonfalone precedentemente in uso |
|                                                    | Canino Cane rampante in campo rosso sormontato da tre gigli. |                                  |
|                                                    | Capodimonte D'azzurro, ai tre monti all'italiana verdi, sormontati da testa di fanciulla al naturale cinta d'alloro. |                                  |
|                                                    | Capranica Gonfalone: Drappo di porpora… |                                  |
|                                                    | Caprarola D'azzurro, alle due capre che sorreggono un giglio Farnese. Gonfalone: Drappo d'azzurro… |                                  |
|                                                    | Carbognano Gonfalone: Drappo partito di verde e di giallo… |                                  |
|                                                    | Castel Sant'Elia Stemma raffigurante Sant'Elia alla guida di un carro alato trainato da due cavalli. Gonfalone: Drappo di bianco al palo di azzurro… |                                  |
|                                                    | Castiglione in Teverina Gonfalone: drappo partito di rosso e di giallo… |                                  |
|                                                    | Celleno Gonfalone: Drappo partito di giallo e di rosso… |                                  |
|                                                    | Cellere D.P.C.M. del 29 maggio 1981 |                                  |
|                                                    | Civita Castellana D'azzurro, al cavaliere armato d'argento, su cavallo baio galoppante, impugnante con la destra un gladietto di rosso con le estremità bifide, astato d'argento; il tutto attraversante una porta di città d'oro in prospettiva, aperta di due feritoie rotonde del campo, merlata alla guelfa e fondata su terrazzo di verde, erboso. Gonfalone: Drappo di rosso… |                                  |
|                                                    | Civitella d'Agliano Campo di cielo, all'agnello pasquale d'argento tenente fra gli arti anteriori l'asta crociata del Battista, d'oro, posta in sbarra e attraversante l'agnello, munita della banderuola d'argento, accollante l'asta e caricata della parola FIDELITAS in lettere maiuscole di nero, esso agnello con l'arto anteriore sinistro sollevato, sormontato dalla fascia diminuita e alzata di rosso, caricata di tre stelle di sei raggi, d'oro, e sostenuto dalla pianura diminuita di verde. Ornamenti esteriori da Comune. D.P.R. dell'8 agosto 1994 Gonfalone: drappo di giallo… |                                  |
|                                                    | Corchiano Scudo sormontato da una corona e diviso in tre campi orizzontali sovrapposti, il primo e il terzo rossi, quello centrale azzurro; nel primo campo in basso compare un giglio, in quello centrale un pettine. |                                  |
|                                                    | Fabrica di Roma D.C.G del 17 ottobre 1935 Gonfalone: Drappo di giallo alla bordura di rosso… |                                  |
|                                                    | Faleria Gonfalone: drappo partito di giallo e di azzurro… |                                  |
|                                                    | Farnese Una pianta di Farnia di colore verde con ai lati un giglio d'oro in campo rosso. |                                  |
|                                                    | Gallese Partito di argento e di rosso, al gallo ardito, policromo al naturale, attraversante. Ornamenti esteriori di Città. Gonfalone: Drappo partito di rosso e di bianco, riccamente ornato di ricami d'oro e caricato dallo stemma sopra descritto con la iscrizione centrata in oro, recante la denominazione della Città. Le parti in metallo ed i cordoni saranno dorati. L'asta verticale sarà ricoperta di velluto dei colori del drappo, alternati, con bullette dorate poste a spirale. Nella freccia sarà rappresentato lo stemma della Città e sul gambo inciso il nome. Cravatta con nastro ricolorati dai colori nazionali frangiati d'oro. |                                  |
|                                                    | Gradoli |                                  |
|                                                    | Graffignano S. Martino a cavallo nell'atto di donare metà del mantello ad un povero; sullo sfondo una fortificazione. |                                  |
| Stemma in versione sannitica                       | Grotte di Castro Gonfalone: drappo partito di nero… |                                  |
|                                                    | Ischia di Castro D'azzurro, ai tre gigli d'oro posti due, uno. Ornamenti esteriori di Comune. Gonfalone: Drappo di azzurro… |                                  |
|                                                    | Latera Stemma nobile circondato da rametti di ulivo sormontato dalla Corona di Città. Vi è la seguente rappresentazione: un Castello posto su una collina, con al di sotto un corso d'acqua e ai piedi un cervo inseguito da un cane. La simbologia ivi inserita ha due significati, uno religioso e l'altro civile. Quello religioso vede nel Castello di Latera la Domus Domini, la Casa di Dio, nel cervo il bene e nel cane il male: dunque il significato è che nella Casa del Signore (Latera) il bene riesce a sfuggire e a vincere il male. Il significato civile, invece, vede nel Castello la rappresentazione del Comune e, più tardi, con la trasformazione in Signoria, il Palazzo dei Duchi Farnese; nel fiume l'abbondanza di acqua sul territorio comunale; nel cervo e cane la fertilità e la presenza di selvaggina nei suoi boschi. Gonfalone: Drappo bianco con inciso lo Stemma Comunale e la dicitura "Comune di Latera". |                                  |
|                                                    | Lubriano D'argento, alla figura di S. Procolo, fermo sulla pianura erbosa, in maestà, addossato ad un albero quercia nodrito sulla pianura, esso santo in abiti di pastorello, con una verga nella destra e sorreggente colla sinistra un castello di tre torri, quella mezzo più alta; il tutto al naturale. D.M. 20 giugno 1891 Gonfalone: Drappo di rosso… |                                  |
|                                                    | Marta Gonfalone: Drappo partito di azzurro e di bianco… |                                  |
|                                                    | Montalto di Castro |                                  |
|                                                    | Monte Romano D'azzurro, alla quercia d'oro, nodrita su di una montagna di verde. Sotto lo scudo, su lista svolazzante d'azzurro, il motto in caratteri d'oro: robur et quercus. Ornamenti esteriori da Comune. D.P.R. 18 febbraio 1974 Gonfalone: drappo partito di azzurro e di giallo… |                                  |
| Stemma secondo decreto Stemma in uso sul gonfalone | Montefiascone D'oro, al monte all'italiana di sei cime di verde, sostenente un barilotto di rosso. Ornamenti esteriori da comune. Gonfalone: drappo d'azzurro… Stemma secondo decreto: d'azzurro, al monte all'italiana (6) d'oro, al fascio romano dello stesso, con la scure d'argento, poggiante in sbarra sul colle più alto. D.P.C.M. del 24 luglio 1953 Gonfalone secondo decreto: drappo d'azzurro… D.P.R. del 19 maggio 1954 | Gonfalone secondo decreto        |
|                                                    | Monterosi Scudo in cui sono raffigurati tre monti e tre rose. |                                  |
|                                                    | Nepi |                                  |
|                                                    | Onano Agnello in campo blu su cuscino verde con bandiera. Motto "Protege Onanum". Gonfalone: drappo partito di verde e di azzurro… |                                  |
|                                                    | Oriolo Romano Su sfondo azzurro pellicano argenteo che si lacera il petto per nutrire i propri nati. Motto (su listello bifido, svolazzante e arcuato): “In hoc consistit verus amor”. Il pellicano è stato mutuato dalla famiglia Santa Croce che fondò il borgo alla metà del 1500. |                                  |
|                                                    | Orte D.P.C.M. del 3 giugno 1956 Gonfalone: Drappo partito di rosso e di bianco… |                                  |
|                                                    | Piansano Due colline con pampini di uva e grappoli pendenti. |                                  |
|                                                    | Proceno |                                  |
|                                                    | Ronciglione Due leoni che reggono un oncio in campo azzurro. D.C.G del 6 novembre 1937 Gonfalone: D.C.G del 6 novembre 1937 |                                  |
|                                                    | San Lorenzo Nuovo Gonfalone: Drappo d'azzurro… |                                  |
|                                                    | Soriano nel Cimino Troncato d'azzurro e di rosso: colla fascia d'oro attraversante, e scritta dalla parola: FIDELITAS; il primo alla mitra di teletta d'oro al naturale; il secondo al libro d'argento, aperto e caricato di tre tortelli d'azzurro, male ordinati. R.D. del 18 novembre 1897 Gonfalone: drappo troncato di rosso e di azzurro… |                                  |
|                                                    | Sutri Scudo sannitico con la raffigurazione di Saturno - padre degli dei - su di un cavallo bianco, recante tre spighe di grano a rappresentare la fertilità del territorio. Lo sfondo è costituito dal cielo azzurro, una catena di monti all'orizzonte ed un prato verde ai piedi del cavallo. Il cavaliere indossa paramenti regali con mantello rosso e la corona in capo. Il tutto sormontato da una corona metallica e cinto da due rami di quercia e alloro con foglie. Gonfalone: Drappo di rosso… |                                  |
|                                                    | Tarquinia Di rosso, alla croce piana d'argento, caricata in palo e in fascia di un corniolo al naturale, radicato, fogliato e fruttifero di rosso. D.C.G del 4 febbraio 1933 Gonfalone: Drappo di rosso… D.C.G del 4 febbraio 1933 |                                  |
|                                                    | Tessennano Di rosso, alla torre d'oro, murata di nero, merlata alla guelfa di tre, chiusa di nero, finestrata di quattro, dello stesso, due finestre in palo a destra, due in palo a sinistra, essa torre fondata sulla campagna diminuita di verde, accompagnata da due gigli di azzurro, posti a mezza altezza nel campo, uno a destra, l'altro a sinistra. Ornamenti esteriori da Comune. Gonfalone: Drappo di giallo con la bordatura di rosso. D.P.R. del 24 giugno 2003 |                                  |
|                                                    | Tuscania Di porpora, alla croce piena d'argento. D.C.G. del 12 luglio 1929 e trascritto nei registri della Consulta Araldica il 13 luglio 1929 Gonfalone: Drappo rettangolare di stoffa color porpora, a coda di rondine, crociato di bianco. Il drappo attaccato per la parte più corta ad un'asta verticale, ricoperta di velluto porpora con bullette di ottone, poste a spirale con puntale, e sormontata da una freccia dorata. | Gonfalone come da decreto        |
|                                                    | Valentano D'azzurro, all'albero di ontano nodrito nella pianura di verde. Gonfalone: drappo di azzurro… |                                  |
|                                                    | Vallerano Giglio Farnese su scudo celeste, il tutto racchiuso da due rami, uno di quercia e uno di alloro, sovrastati da una corona. Gonfalone: drappo di azzurro… |                                  |
|                                                    | Vasanello |                                  |
|                                                    | Vejano Partito di oro e di rosso, sormontato da una croce in campo oro e rosso. |                                  |
|                                                    | Vetralla D'azzurro, alla vite con pampini e grappoli, accollata ad un palo terrazzato di verde. Decreto del 28 novembre 1941 |                                  |
|                                                    | Vignanello Diviso in due sezioni da una banda trasversale obliqua nella quale è inserita l'iscrizione V.N.C. Nella parte superiore a sfondo azzurro è raffigurato un grappolo d'uva dorato e fogliame; nella parte inferiore, a sfondo rosso, è raffigurato l'emblema chigiano di sei monti con sopra una stella. |                                  |
|                                                    | Villa San Giovanni in Tuscia San Giovanni Battista in atto di battezzare Gesù Cristo. |                                  |
|                                                    | Viterbo D'azzurro, al leone leopardito coronato d'oro sopra pianura di verde, accollato ad una palma fruttata di rosso, al naturale, tenente con la branca anteriore destra una bandiera bifida rossa, alla croce d'argento, cantonata di quattro chiavi di argento, poste in palo, con l'ingegno all'insù ed astato di verde. D.C.G del 19 luglio 1929 Gonfalone: Drappo di azzurro… |                                  |
| Versione dello stemma in uso dal comune            | Vitorchiano Gonfalone: drappo troncato di rosso e di giallo… D.P.R. del 1º novembre 1960 |                                  |